# Hip-hop brésilien
Le hip-hop brésilien est un genre de musique hip-hop ayant émergé au Brésil au milieu des années 1980 et principalement développé dans les zones pauvres des grandes villes, à savoir dans les favelas. À São Paulo, c'est dans la Zona Sul que naissent de nombreux groupes de rap parmi lesquels les Racionais MC's, le MC Sabotage, Pavilhão 9, Z'África Brasil, RZO, Xis, ou encore SNJ.

## Histoire

### Années 1970 et 1980
Le hip-hop brésilien tire ses origines des Bailes Black (Black Parties) de la fin des années 1970 durant lesquelles le funk américain la musique soul étaient jouées. Ces événements, régulièrement assistés par des centaines de milliers de personnes, signifient beaucoup pour l'identité afro-brésilienne à l'époque durant laquelle la démocratie manque dans le pays ; l'armée locale prend contrôle du pays en 1964 jusqu'en 1985. Les Bailes Black jouaient régulièrement des musiques importées des États-Unis comme celles de James Brown, des Funkadelic, et de Parliament. Say It Loud – I'm Black and I'm Proud de James Brown et le mouvement afro-américain des droits civiques se reflètent dans le nom des sound teams brésiliens (l'équivalent des sound systems jamaïcains) : le Black Power, notamment. Les sound teams des Bailes Black donnent l'occasion aux maitres de cérémonie (MC) de monter sur scène et emboitent le pas pour les futurs rappeurs brésiliens. 
Au début des années 1980, le mouvement naissant du hip-hop brésilien se centre autour de la ville de São Paulo en particulier de la gare de São Bento, de la Galleria 24 de Maio Street, et du Theatro Municipal où les breakdancers et les rappeurs se concertaient afin d'échanger des idées et des informations. En 1988, le premier posse (groupe) de hip-hop est formé par les rappeurs originaires de Praça Roosevelt à São Paulo ; s'autoproclamant Sindicato Negro (littéralement « Union pour l'échange noire »), ils aident les autres groupes de la ville à se développer. Le premier album de hip-hop brésilien Hip Hop, Cultura De Rua est publié en septembre 1988 au label Paralelo ; l'album présente Thaide & DJ Hum, Código 13, MC Jack et O Credo. Le second album hip-hop brésilien est Consciência Black Vol.1, composé des chansons Pânico na Zona Sul et de Tempos Difíceis du groupe Racionais MC's, ainsi que de Nossos Dias de Sharylaine la première rappeuse à se populariser significativement au Brésil. L'Universal Zulu Nation, une organisation américaine de hip-hop créée par Afrika Bambaataa, inspire la formation brésilienne Movimento Hip Hop Organizado do Brasil (MH2O) en 1989.

### Années 1990
Le groupe de hip-hop Posse Mente Zulu est formé en 1992 par Rappin' Hood, Johnny MC et DJ Akeen, et publie la chanson Sou Negrão la même année ; la chanson mêlant samba et hip-hop, se popularise puis est rééditée par Rappin' Hood. Le groupe Racionais MC's fait paraître son premier album Holocausto Urbano au label Zimbabwe Records en 1992 ; pendant les cinq années qui suivent, ils s'établissent comme l'un des plus importants groupes brésiliens de hip-hop,.
GOG, Genival Oliveira Gonçalves, est le premier musicien de hip-hop originaire de la scène hip-hop de Brasilia à influencer significativement la scène locale en 1992 avec son album Peso Pesado. En février 1993, le premier magazine de hip-hop brésilien Pode Crê! es publié par JP Publicidade, à São Paulo. Le groupe de Brasilia, Câmbio Negro, formé en 1990 par DJ Jamaika et X, fait paraître leur premier album Sub Raça en juillet 1993 ; son mélange de rock et de hip-hop est un succès. Racionas MC's fait paraître leur troisième album Sobrevivendo no Inferno sur leur label indépendant Cosa Nostra en 1997 ; l'album est certifié disque d'or en janvier 1998. Le groupe de São Paulo, RZO, formé en 1989 par Sandrão, Helião et DJ Cia, fait paraître son album homonyme en 1997 au label M.A. Records ; ils signeront ensuite au label Cosa Nostra.
En 1997, DJ Alpiste, considéré comme le premier rappeur évangéliste de Sao Paulo, fait paraître son premier album commercial. La musique d'Alpiste inspire le rappeur gospel Pregador Luo, fondateur du groupe de rap gospel Apocalipse 16.
MV Bill, un résident de la favela Cidade de Deus, porte un intérêt pour le hip-hop avec la bande-originale du film Colors de 1988 ; en 1998, il fait paraître son premier album Mandando Fechado.

### Années 2000 et 2010

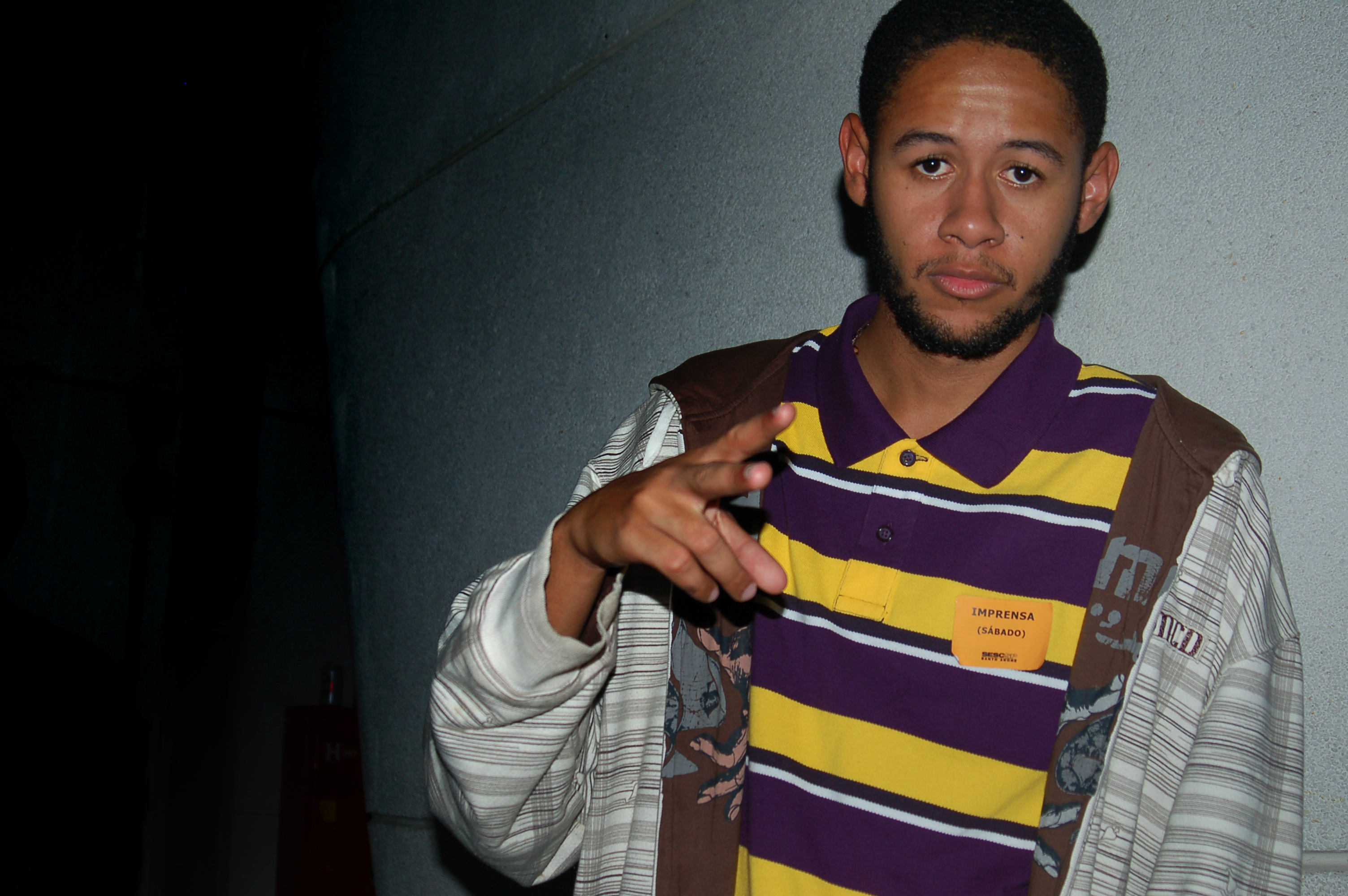
Emicida.

DJ Jamaika fait paraître son album Pá Doido Pirá en décembre 2000 au label Warner Bros. En 2002, MV Bill fait paraître son second album Declaração de Guerra, et s'établit comme l'un des rappeurs controversés. Le rappeur Sabotage, originaire de la zone sud de São Paulo, atteint le succès avec son album Rap É Compromisso en 2002 publié par le label Cosa Nostra ; sa carrière s'achève lorsqu'il est assassiné en janvier 2003. Le second album A Procura da Batida Perfeita du rappeur Marcelo D2 est publié en 2003 ; sa fusion de samba et de hip-hop lui permettent d'apparaître au Acústico MTV. 
En 2006, GOG fait paraître l'album Aviso às Gerações. En 2007, le groupe émergeant de Rio de Janeiro, ConeCrewDiretoria publie la mixtape Ataque Lírico. Ils utilisent une thématique similaire à celle de Planet Hemp. En 2010 est créé le groupe Pollo, originaire de São Paulo.